# Axel Hellmann

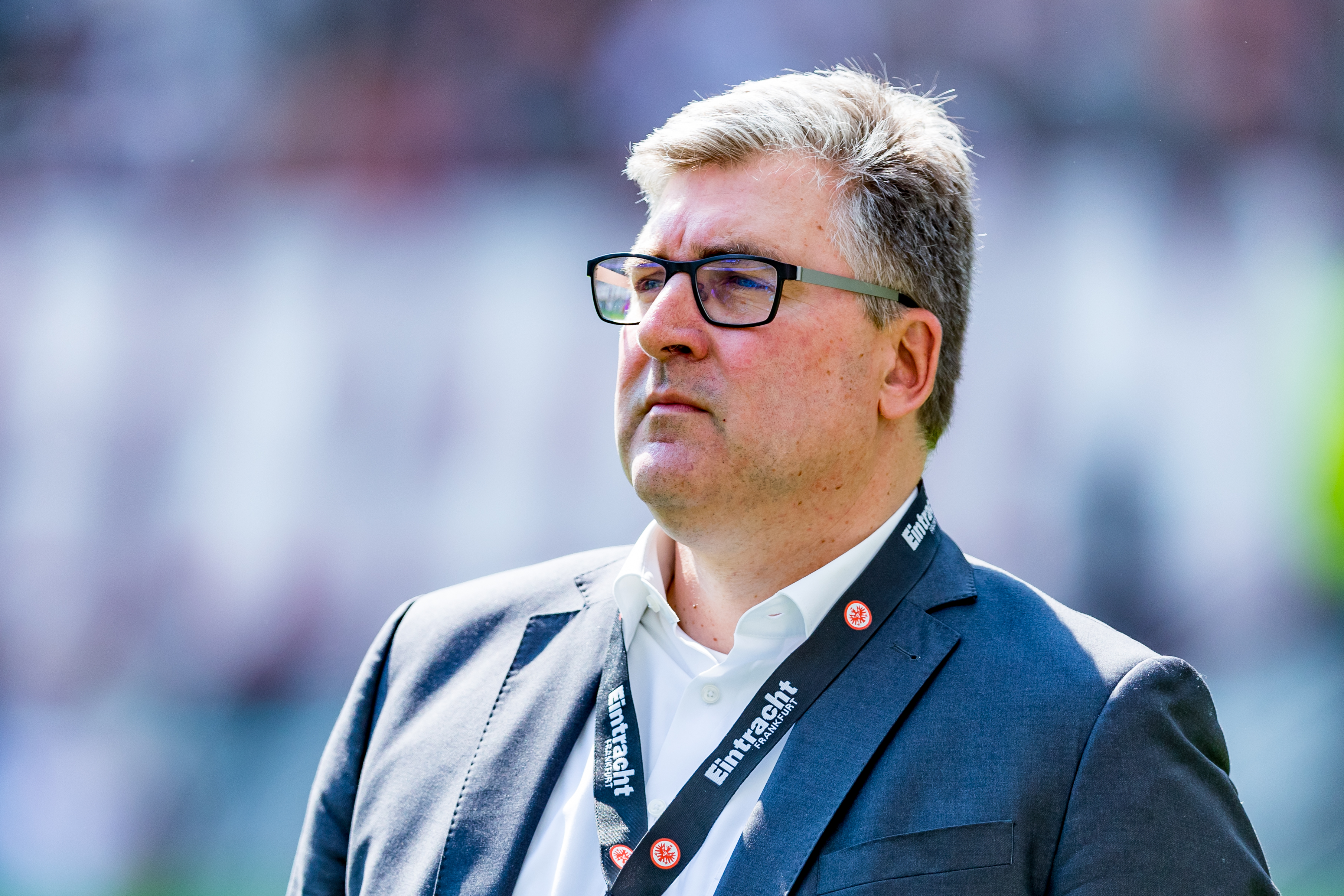
Axel Hellmann (2022)

Axel Hellmann (* 15. August 1971 in Würzburg) ist ein deutscher Jurist und Fußballfunktionär.
Nach der juristischen Ausbildung in Würzburg, Bristol und Berlin begann Hellmann 2001 seine Tätigkeit als Assessor und Rechtsanwalt in Frankfurt am Main. Von 2001 bis 2012 gehörte er dem Präsidium des Sportvereins Eintracht Frankfurt an; ab 2003 war er zusätzlich Mitglied des Aufsichtsrats der Eintracht Frankfurt Fußball AG, einer Tochtergesellschaft des Vereins. 2012 wechselte er in den Vorstand der Eintracht Frankfurt Fußball AG, dessen Sprecher er seit 2021 ist. Dort ist er zuständig für die Bereiche Medien und Kommunikation, Sales und Marketing, Internationales, Personal sowie die Tochtergesellschaften EintrachtTech GmbH, Eintracht Frankfurt Stadion GmbH und die Eintracht Frankfurt Event GmbH. Im April 2021 wurde er zum Vorstandssprecher bestimmt. Seit August 2022 ist Hellmann Mitglied im Präsidium der DFL. Vom 7. Dezember 2022 bis 30. Juni 2023 war Hellmann Interims-Geschäftsführer der DFL.
Hellmann ist verheiratet und hat zwei Kinder.